# Veisjärv
Het Veisjärv (Duits: Weis-See) is een meer op de grens van de gemeenten Mulgi en Viljandi vald in de Estlandse provincie Viljandimaa. Het meer ligt in de Hoogvlakte van Sakala, op een hoogte van 96,5 meter boven de zeespiegel.

## Geografie
Het meer heeft een oppervlakte van 4,8 km² (3,45 km lang en 1,76 km breed). Het meer is gemiddeld maar 1,3 meter diep; de grootste diepte is 3,5 meter. Ten westen van het meer ligt het dorp Mäeküla in de gemeente Mulgi. Hier ontspringt de rivier Õhne aan het meer, die met een lange omweg (zelfs nog enkele kilometers door Letland) uitkomt in het meer Võrtsjärv. Ten oosten van het meer ligt Veisjärve in de gemeente Viljandi vald. Bestuurlijk gezien valt het meer onder dit dorp. In het noorden grenst het dorp Kannuküla in de gemeente Viljandi vald over een afstand van ca. 150 meter ook nog aan het meer. De zuidoever van het meer ligt in het natuurreservaat Rubina looduskaitseala (21 km²).

## Fauna
De bodem van het meer bestaat vooral uit modder. In het meer komen alver, baars, blankvoorn, brasem, kroeskarper, paling, pos, ruisvoorn en snoek voor.
Bij het meer leeft de visarend.

## Geschiedenis
Het meer werd voor het eerst genoemd in 1509 als Veyszegerve. In 1638 werd het meer Weissjewer genoemd, in 1797 Weisjerw en in een document uit 1826 heet het ‘der weiße See’ (‘het witte meer’).